# 언더힐즈
언더힐즈는 대한민국의 인디 록밴드이다. 2022년 싱글 《My Star》로 데뷔했다.

## 방송
- 그레이트 서울 인베이전 (2022) - Top18(17위)
- 펜타포트 수퍼루키 (2022) - Top10

## 음반
- My Star (2022)
- Falling (You) (2022)
- Love More (2023)